# Anya Major
Anya Major (nascida em 1966) é uma atleta, atriz, modelo e cantora inglesa que estrelou no comercial "1984" da Apple Computer e, em 1985, apareceu como "Nikita" no vídeo da música de mesmo nome de Elton John.
Em 1983, a agência de publicidade Chiat/Day realizou uma chamada de elenco em Londres, em nome de seu cliente, a Apple Computer, para o que viria a ser um comercial de televisão marcante. A visão da agência e do diretor Ridley Scott estipulava uma atriz capaz de correr até uma grande tela de vídeo, girar com uma marreta, e soltá-la na tela de vídeo. A maioria das modelos e atrizes testadas teve dificuldade para fazer isso; um arremesso errante quase atingiu um transeunte na chamada de elenco do Hyde Park. Ela ganhou o papel com sua habilidade de lidar com o martelo de forma convincente.

## Carreira
O comercial foi ao ar oficialmente apenas duas vezes na televisão americana. Foi exibido pela primeira vez em dezembro de 1983, pouco antes da assinatura da 1h da madrugada no KMVT em Twin Falls, em Idaho, para que fosse elegível para prêmios da indústria de publicidade naquele ano. Além disso, a partir de 17 de janeiro, 1984 foi exibido antes das prévias nos cinemas por algumas semanas. Sua aparição mais conhecida foi logo após o intervalo do Super Bowl XVIII em 22 de janeiro de 1984. Mesmo com essas aparições limitadas, o anúncio criou tal frenesi na mídia que ganhou muitas veiculações gratuitas na TV e menções impressas subsequentes, conforme era discutido na mídia.
Mais tarde, Major interpretou "Nikita" no videoclipe de Elton John de 1985 para sua música de mesmo nome. Como spin-off, ela lançou um single chamado "Moscow Nights" usando o nome Anya, e com esse nome, em 1987, ela lançou outra música chamada "One Word".
Em 2006, Andy Hertzfeld, da equipe de desenvolvimento do Macintosh, afirmou incorretamente que Major havia morrido de câncer de mama em 2000. Em 2009, ela morava na Inglaterra com o marido Kim Rajah e seus três filhos. Mais recentemente, em 2016, ela estrelou o documentário "Silicon Cowboys" produzido por Jason Cohen, para representar seu envolvimento no comercial do Macintosh.